# Pierre Deschars
Pierre Deschars est un danseur et maître de ballet français né vers 1660 et mort à Bruxelles le 12 mai 1734.

## Biographie
Danseur de l'Opéra de Paris, Deschars aurait débuté dans le Ballet des Saisons, œuvre de Benserade et Lully donnée à Fontainebleau en 1661, et probablement reprise au début des années 1680. C'est en effet vers cette époque que, dans leur Dictionnaire des théâtres, les frères Parfaict situent les débuts du danseur, au sujet duquel ils écrivent : « Deschars, danseur de l'Académie royale de musique, dès l'année 1682 auroit toujours passé pour un sujet médiocre, s'il n'avoit eu le bonheur de se faire connoître par sa danse à deux visages, et celle de Polichinelle. Les personnes qui l'ont vû rapportent qu'il exécutait ces deux danses d'une manière très vive et très-comique, et qu'il excella sur-tout dans la première, au point qu'aucun danseur après lui ne s'est avisé de l'imiter ».
Dès 1685, Deschars est à Bruxelles et danse, le 6 novembre, dans une Représentation de comédies et ballet, aux côtés d'Antoine Desbrosses. Il repart à Paris peu après et danse dans Le Palais de Flore, ballet représenté au Grand Trianon en 1689 (musique de Delalande, ballets de Beauchamp), puis revient à Bruxelles, au service de l'archiduc Maximilien-Emmanuel de Bavière, gouverneur des Pays-Bas espagnols. Il met sans doute en scène Les Quatre saisons, œuvre tirée du Ballet des saisons de Le Picq (musique de Pascal Collasse et Louis Lully, chorégraphie de Louis Pécour), représentée à Bruxelles le 2 décembre 1698, soit trois ans après la première parisienne. En 1700, Deschars compose un ballet en l'honneur du roi d'Espagne Philippe V, sur une musique de Pietro Antonio Fiocco, directeur du nouveau Théâtre de la Monnaie établi par Bombarda.
Il reste maître de ballet jusqu'en 1706 au moins, mais il participe entre-temps à la reprise du Ballet de Villeneuve-Saint-Georges au château de Beauregard en 1703. Après un séjour à Valenciennes, où il accompagne Maximilien-Emmanuel de Bavière, on le retrouve à Bruxelles en 1726, comme maître de danse des pages de l'archiduchesse Marie-Élisabeth d'Autriche, fonction qu'il occupera jusqu'à sa mort.